# Fußball-Bundesliga/Rekorde/1. FC Kaiserslautern
Der Artikel Fußball-Bundesliga/Rekorde/1. FC Kaiserslautern listet die vereinsspezifischen Rekorde des 1. FC Kaiserslautern auf, die mit Bezug auf die Zugehörigkeit zur deutschen Fußball-Bundesliga gehalten werden.
Der Verein ist aktuell kein Bundesligist (Stand: Saison 2024/25).
Siehe auch: 

## Vorbemerkung
Es besteht eine Unterteilung zwischen Positiv- und Negativrekorden sowie vereinsinternen Bestmarken. Weitere Rekorde, die dem Verein nicht zuzuordnen sind, werden im Hauptartikel unter „Allgemein“ gelistet. Dort bestehen zudem die Rubriken „Trainerspezifische Rekorde“, „Schiedsrichterspezifische Rekorde“ sowie „Sonstige Rekorde“. Es besteht außerdem die Möglichkeit „In nächster Zeit möglicherweise fallende Bestmarken“ im unteren Bereich der Hauptseite festzuhalten, bzw. die neuen Rekorde an die passenden Stellen einzusortieren. Wenn möglich, wird zu einem Positivrekord auch der Negativrekord als Gegenstück gelistet (und andersrum). Die Liste erhebt keinen Anspruch auf Vollständigkeit.

## 1. FC Kaiserslautern
Aktuelle Platzierung in der Ewigen Tabelle der Fußball-Bundesliga: Platz 11 von 58 (Stand: 34. Spieltag 2024/25)

### Positivrekorde
- einziger Deutscher Meister als Aufsteiger (1997/98)[2]
- einziger Meistertrainer mit einem Aufsteiger: Otto Rehhagel (1997/98)[3]
- Anzahl Spiele in Folge mit mindestens fünf erzielten Toren: 3 (1983/84)
 (gemeinsam mit Hannover 96 (1965/66), Bayern München (2. März 2019 – 17. März 2019) und Borussia Dortmund (2019/20))
- meiste Siege mit einem Tor Differenz, ohne währenddessen mit mindestens zwei Toren Differenz gewonnen zu haben: 11 (10. bis 30. Spieltag 1999/2000)[4]
- meiste Strafstöße in einem Spiel verursacht: 4 (bei der 3:4-Niederlage beim SV Waldhof Mannheim, am 15. April 1987)[2][5]
  - Fritz Walter (1:2, 31. Minute)
  - Fritz Walter (verschossen, 34. Minute)
  - Jörg Neun (verschossen, 82. Minute)
  - Fritz Walter (3:4, 89. Minute)
- meiste Punkte eines Aufsteigers nach der Hinrunde: 39 Punkte (1997/98, gemeinsam mit RB Leipzig, 2016/17, Stand: 34. Spieltag 2023/24)[6]
- Trainer mit mindestens 12 Spielen ohne Niederlage zu Beginn der Bundesligakarriere: Karl-Heinz Feldkamp (14 Spiele, 1978, gemeinsam mit Vincent Kompany (12, 1. bis 12. Spieltag 2024/25, laufend)

und Pep Guardiola (28, 1. bis 28. Spieltag 2013/14), beide für den FC Bayern, Stand: 12. Spieltag 2024/25)
- Trainer mit mindestens 13 Spielen ohne Niederlage zu Beginn der Bundesligakarriere: Karl-Heinz Feldkamp (14 Spiele, 1978, gemeinsam mit Pep Guardiola (28, 1. bis 28. Spieltag 2013/14), für den FC Bayern, Stand: 12. Spieltag 2024/25)[7][8]
- Trainer mit mindestens 14 Spielen ohne Niederlage zu Beginn der Bundesligakarriere: Karl-Heinz Feldkamp (14 Spiele, 1978, gemeinsam mit Pep Guardiola (28, 1. bis 28. Spieltag 2013/14), für den FC Bayern, Stand: 12. Spieltag 2024/25)[7][8]

### Negativrekorde

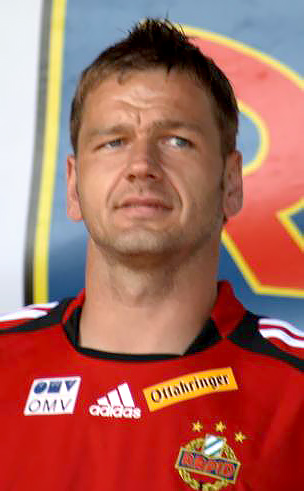
Torhüter mit den meisten Gelben Karten in einer Saison: Georg Koch (7, 2000/01)

- Torhüter mit den meisten Gelben Karten innerhalb einer Saison: Georg Koch (7 Gelbe Karten, 2000/01)[9]
- meiste Gegentreffer eines Tabellenzweiten nach 4 Spieltagen: 9 (8:9, 1998/99; gemeinsam mit Bayer Leverkusen, 13:9, 2024/25, Stand: 4. Spieltag 2024/25)[10]

### Vereinsintern
- Rekordspieler: Werner Melzer (374 Einsätze)[11]
- Rekordtorhüter: Gerald Ehrmann (292 Einsätze)[11]
- Rekordtorschütze: Klaus Toppmöller (108 Tore)[12]
- meiste Tore nach den ersten 50 Einsätzen: 33 (Roland Sandberg)[13]